# Tavish Scott
Pour les articles homonymes, voir Scott.
Tavish Hamilton Scott, né le 6 mai 1966 à Inverness, est un homme politique écossais.
Il représente les Shetland au parlement écossais de 1999 à 2019, et est le leader des Libéraux-démocrates écossais de 2008 à 2011.